# Амітхашинське сільське поселення

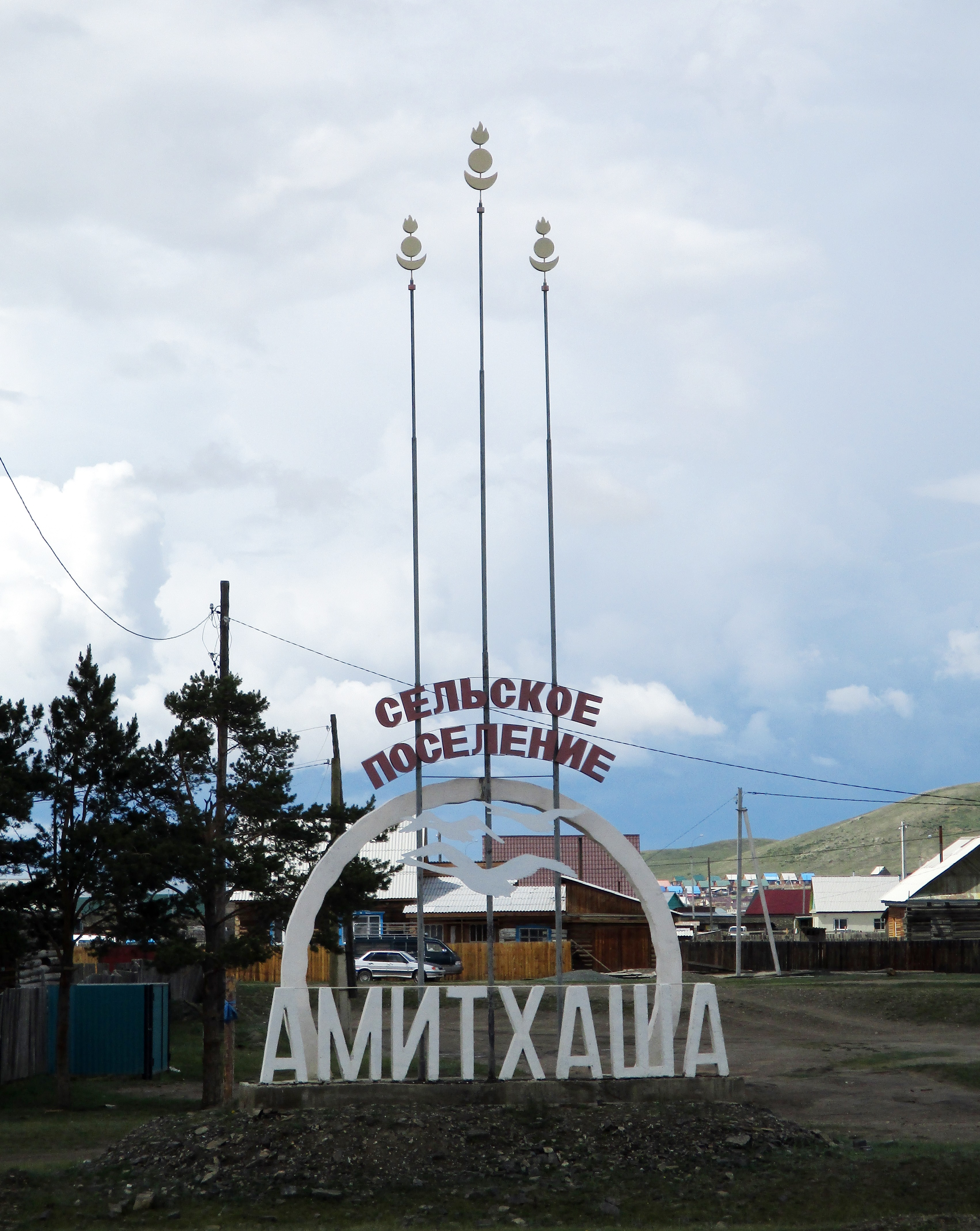
Знак на в'їзді

Амітхаши́нське сільське поселення (рос. Амитхашинское сельское поселение) — сільське поселення у складі Агінського району Забайкальського краю Росії.
Адміністративний центр — село Амітхаша.

## Історія
2013 року було утворено село Східна Амітхаша шляхом виділення частин із села Амітхаша.

## Населення
Населення сільського поселення становить 3023 особи (2019; 2661 у 2010, 1711 у 2002).

## Склад
До складу сільського поселення входять:
| Населений пункт       | Населення, осіб (2002) | Населення, осіб (2010) |
| --------------------- | ---------------------- | ---------------------- |
| Амітхаша, село        | 1711                   | 2661                   |
| Східна Амітхаша, село | -                      | -                      |